# Termitomyces
Termitomyces, auch Termitenpilze genannt, ist eine Gattung der Ständerpilze aus der Familie der Raslingsverwandten. Das Genus bringt etwa 30 Arten hervor, darunter den größten Blätterpilz der Erde: Termitomyces titanicus.

## Merkmale
Die Fruchtkörper vieler Arten werden sehr groß, wobei die Art Termitomyces titanicus mit Körpern von einem Meter Durchmesser den größten Vertreter der Gattung bildet. Termitomyces-Arten bilden zentral gestielte Fruchtkörper, mit einem flachen bis glockenförmigen Hut, oft auch gebuckelt. Die Hutränder sind bei den meisten Arten ein wenig bis stark eingerissen. Manche Arten bilden Punkte oder Flecken auf der Hutoberfläche oder einen Ring am Stiel. Die Größe zwischen den einzelnen Arten variiert. In der Regel jedoch bringt die Gattung sehr große Fruchtkörper hervor. Die meisten Arten sind Speisepilze. In einigen Regionen Afrikas sind die Fruchtkörper mancher Arten wirtschaftlich bedeutend.
Allen Arten gemeinsam sind das Vorhandensein von rosa Sporen sowie der wurzelähnlich verlängerte Stiel (Pseudorhiza), der direkt mit dem Termitennest verbunden ist.

## Ökologie
Alle Arten stehen in Symbiose mit Termiten der Unterfamilie Macrotermitinae. Trotz dieser Verbindung geschieht die Sporenübertragung durch die Fruchtkörper, deren Schirme über die Termitenhügel hinausragen. Die Termiten züchten den Pilz regelrecht, legen Pilzgärten an und nutzen die Pilzbildungen als Nahrung. Die Gärten werden mit sporenenthaltenden Kotpillen in speziellen Kammern angelegt. Das Myzel durchwächst das Substrat (die Kotanhäufungen) und nach wenigen Wochen fängt der Pilz an, vegetative Knöllchen zu bilden, die den Termiten als Nahrung dienen.

## Vorkommen
Die meisten Arten der Gattung kommen in den Ländern des südlichen Afrikas vor, unter anderem in Namibia, Sambia und Tansania. Es gibt aber auch Arten in Indien, Kolumbien und den Philippinen. Alle Arten wachsen ausschließlich aus oder in der Nähe von Termitenhügeln.

## Systematik und Arten
Das erste Mal beschrieben wurde die Gattung von dem französischen Botaniker Roger Heim im Jahr 1942.
| - Termitomyces albuminosa - Termitomyces albuminosus - Termitomyces aurantiacus - Termitomyces bulborhizus - Termitomyces cartilaginous - Termitomyces clypeatus - Termitomyces cylindricus - Termitomyces entolomoides - Termitomyces eurhizus - Termitomyces fulginosus - Termitomyces globulus - Termitomyces heimii - Termitomyces le-testui | - Termitomyces mammiformis - Termitomyces medius - Termitomyces microcarpus - Termitomyces radicatus - Termitomyces reticulatus - Termitomyces robustus - Termitomyces sagittiformis - Termitomyces schimperi - Termitomyces singidensis - Termitomyces striatus - Termitomyces titanicus - Termitomyces tylerianus - Termitomyces umkowaani |

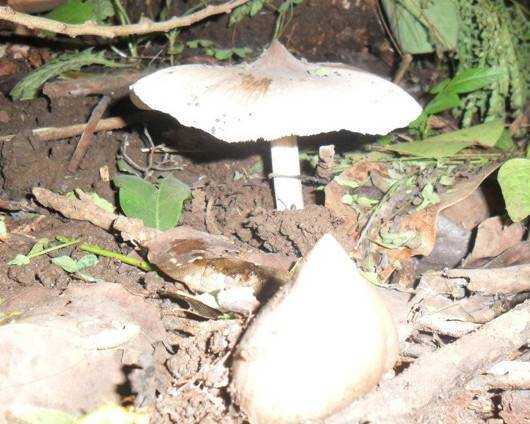
Termitomyces cartilaginous
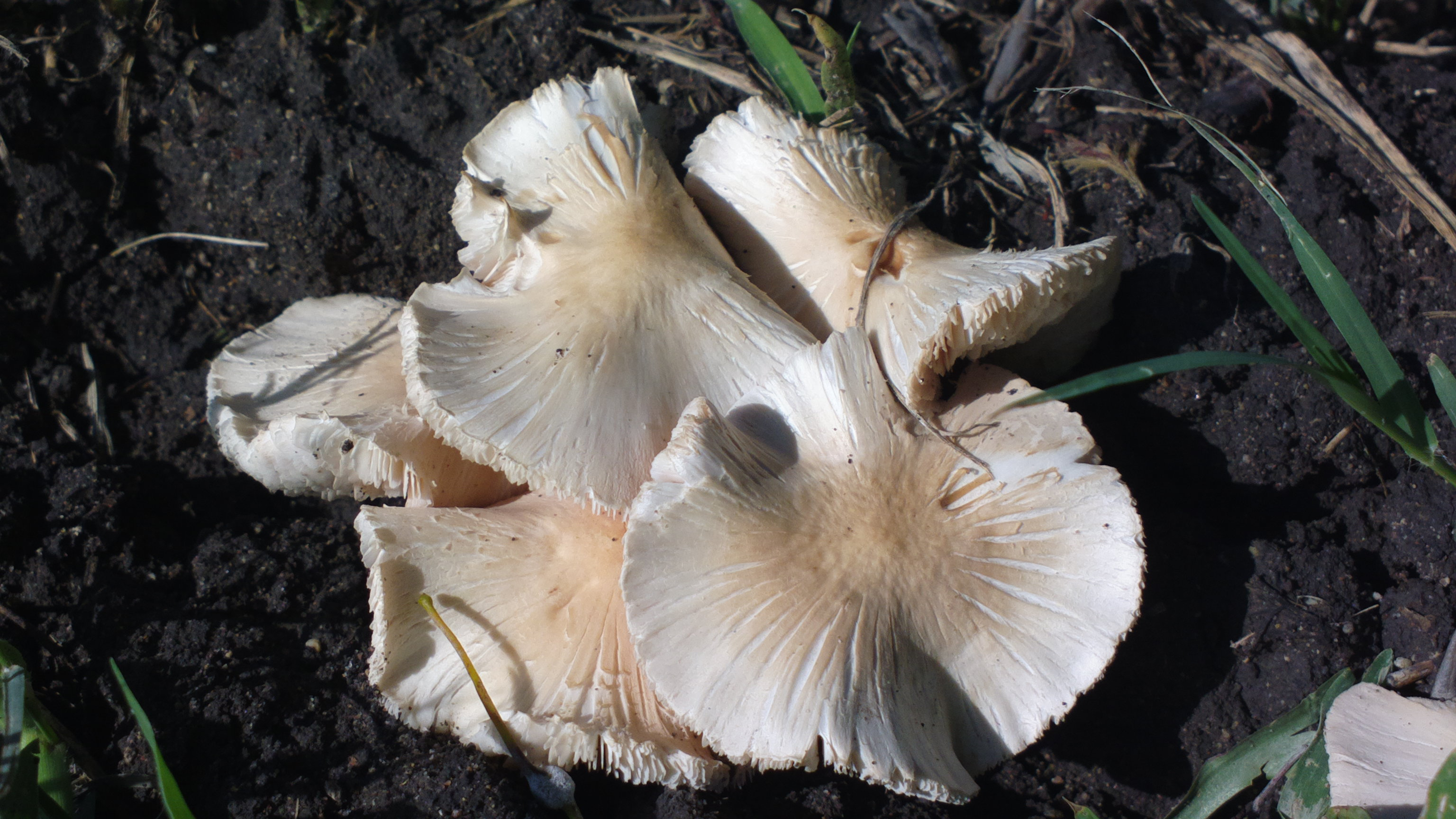
Termitomyces clypeatus
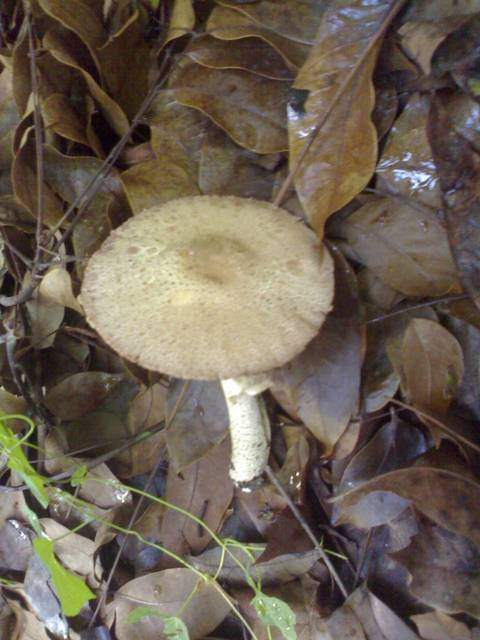
Termitomyces eurhizus
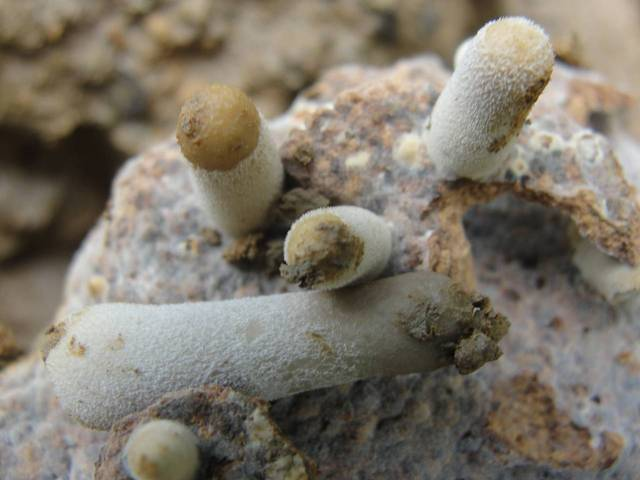
Termitomyces heimii
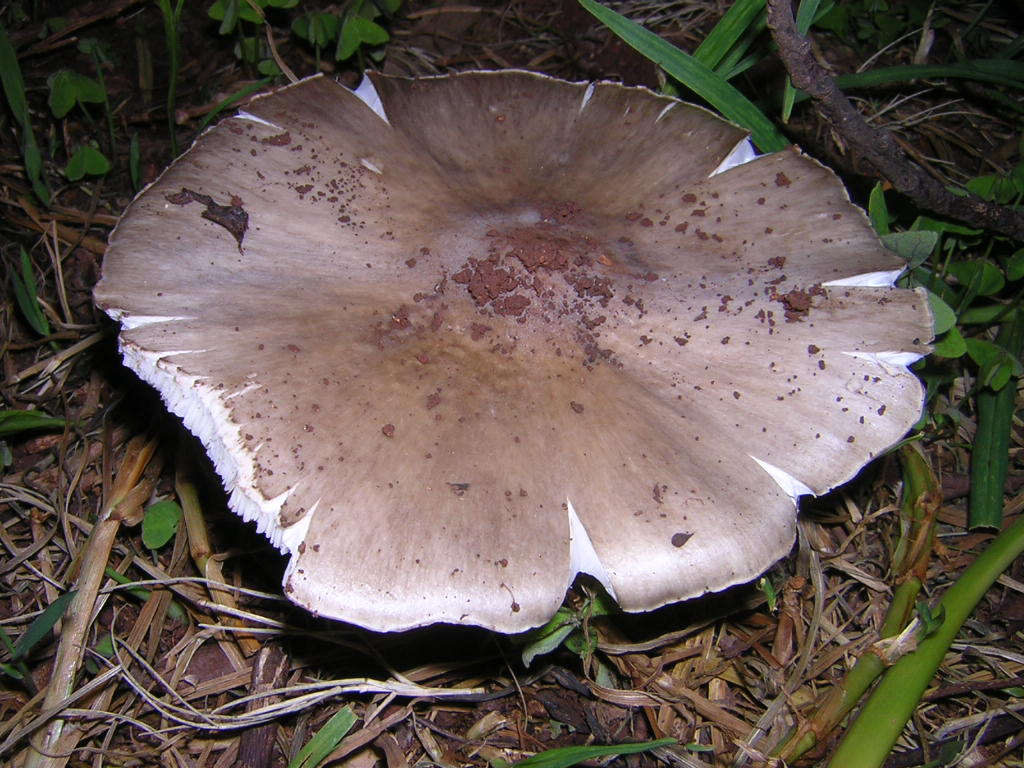
Termitomyces le-testui
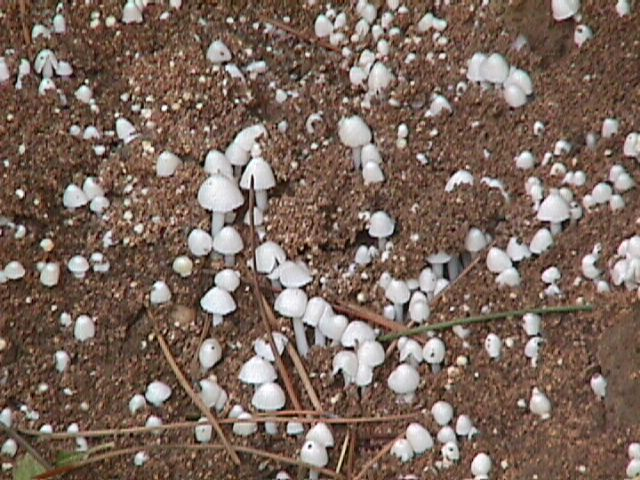
Termitomyces microcarpus
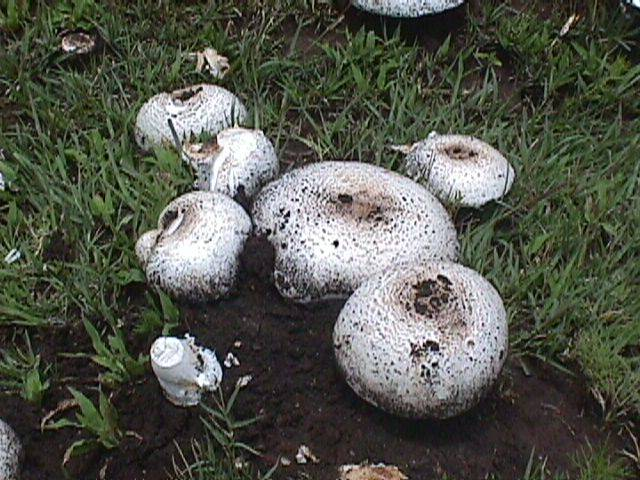
Termitomyces reticulatus
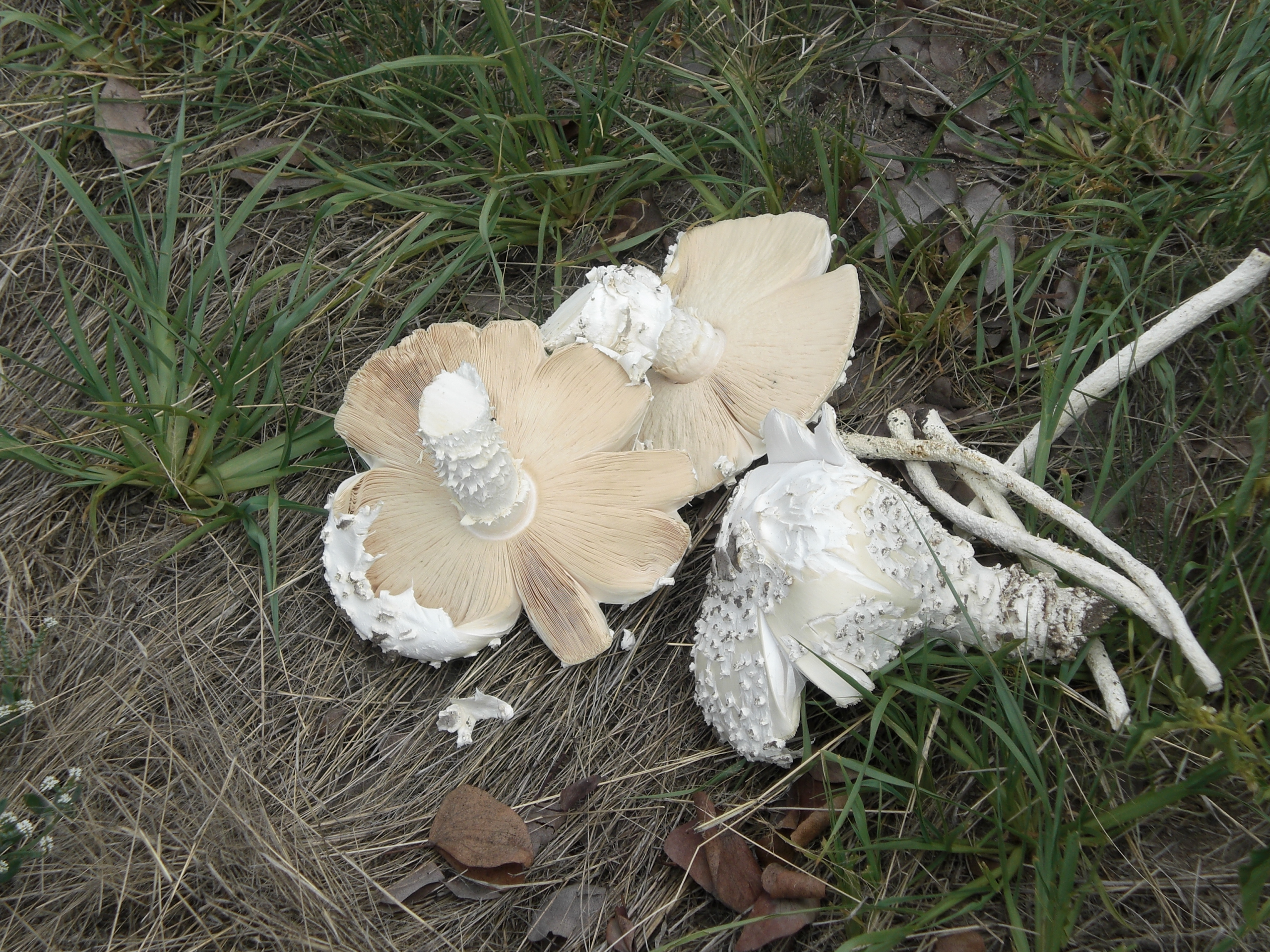
Termitomyces schimperi
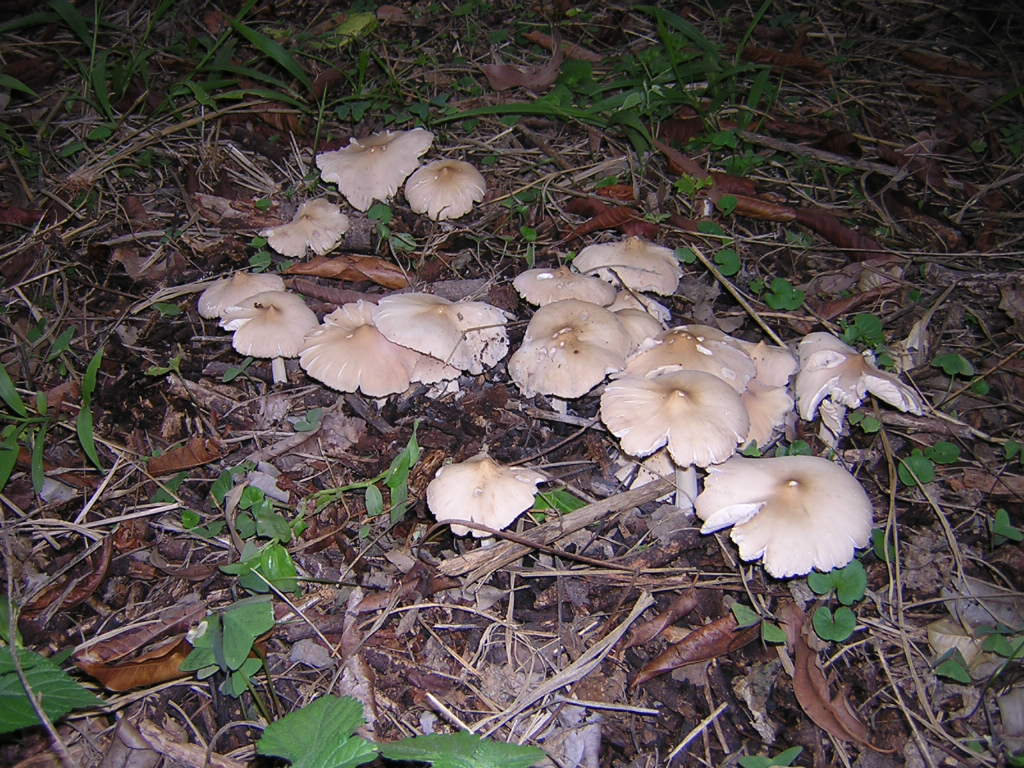
Termitomyces tyleranus
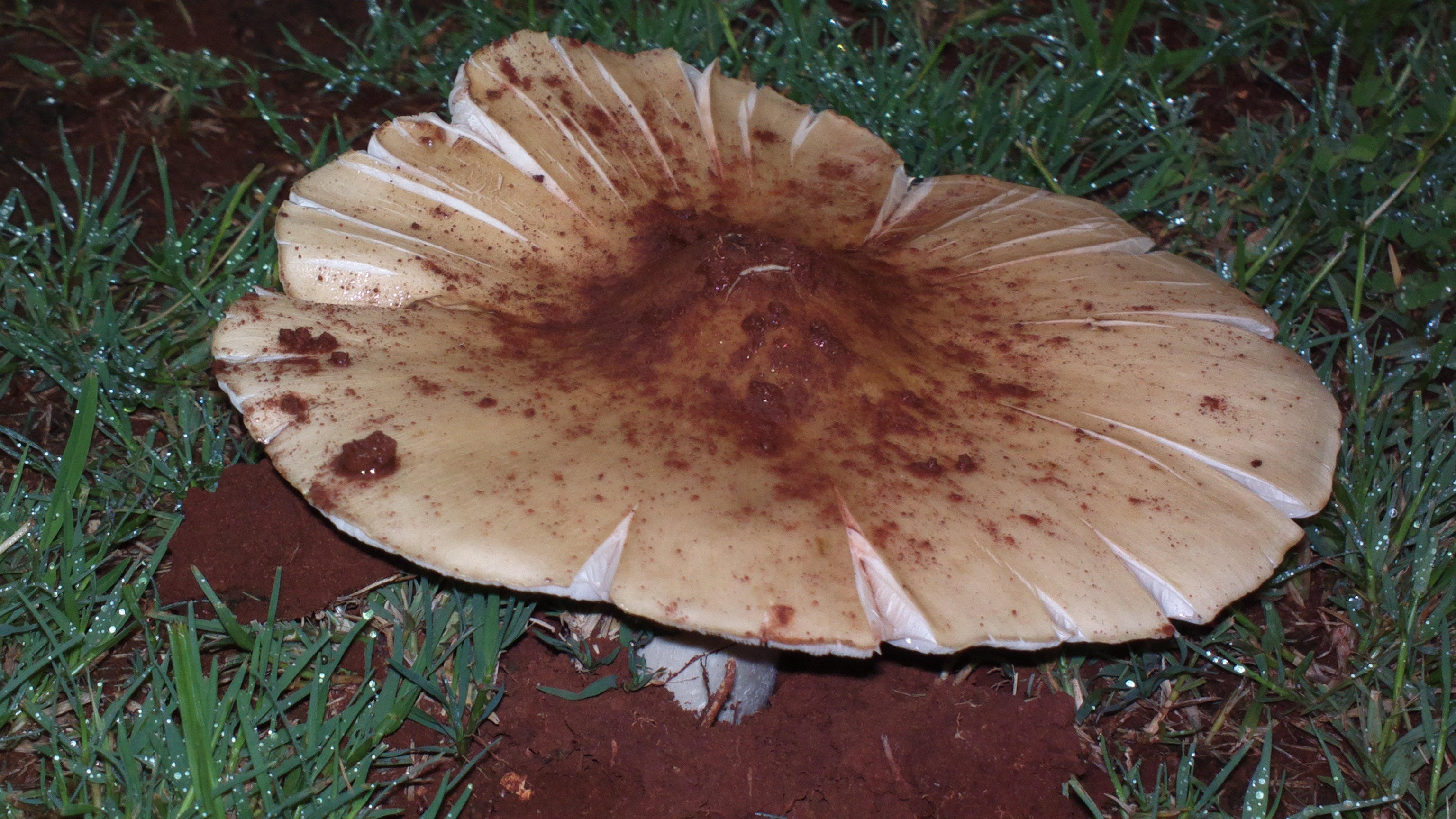
Termitomyces umkowaani